# Chambre de commerce et d'industrie Bordeaux Gironde
La Chambre de Commerce et d'Industrie Bordeaux Gironde est un établissement public géré par des dirigeants d'entreprise, élus par leurs pairs. Elle défend les intérêts des près de 100 000 entrepreneurs issus des catégories de l'industrie, des services et du commerce. Son siège est à Bordeaux, dans le palais de la Bourse, situé au 17 place de la Bourse. C'est l'une des plus vieilles de France.
Elle dispose d'une délégation à Libourne.

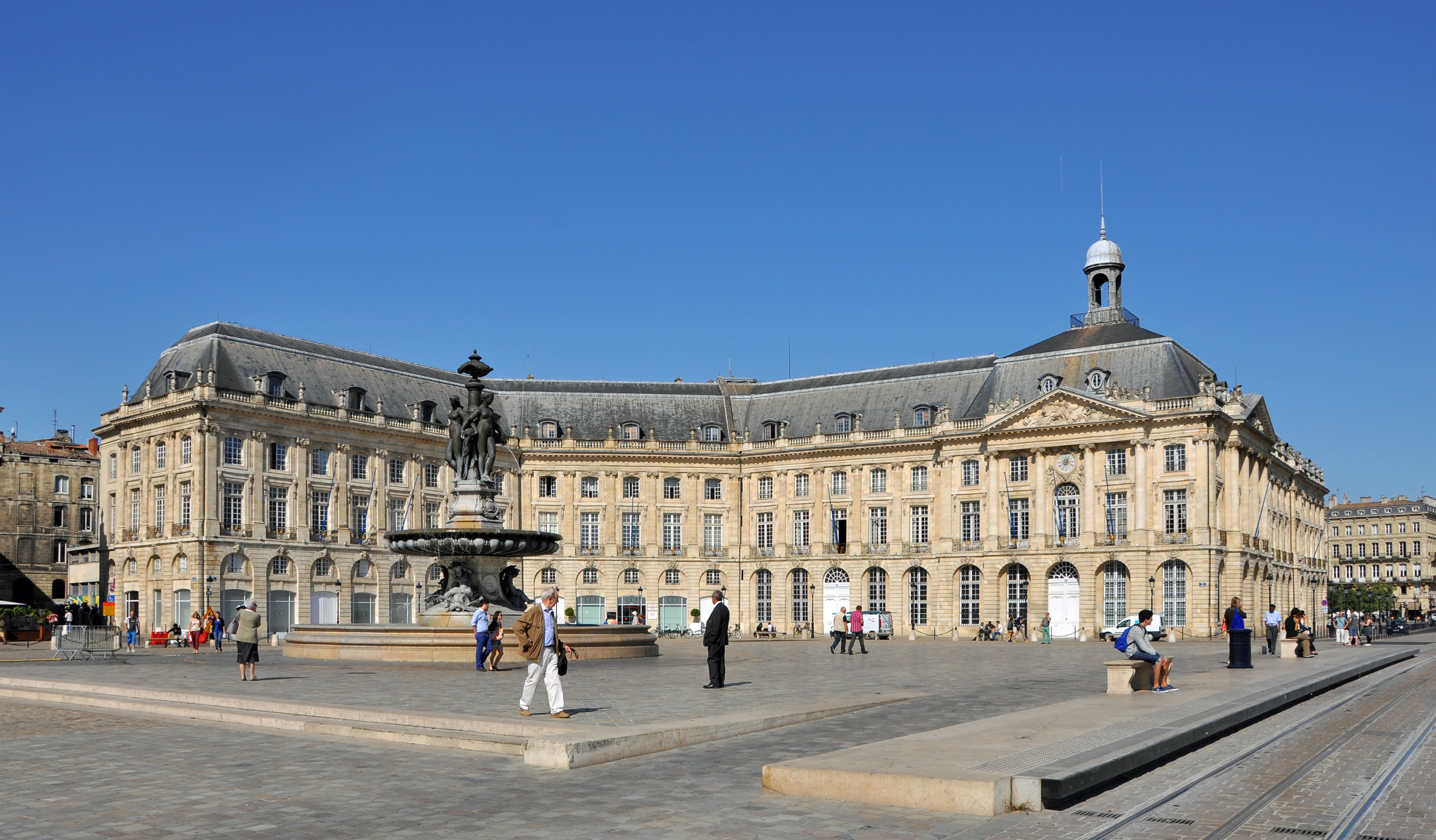
Le palais de la Bourse, siège de la Chambre de commerce depuis 1749.

## Histoire

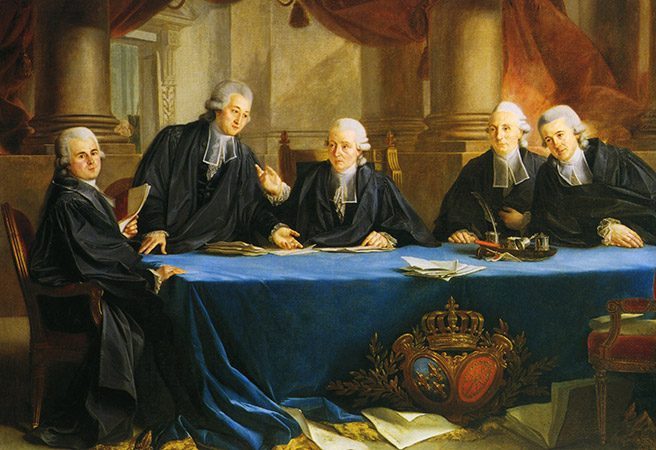
Les juges et consuls de la Bourse de Bordeaux de l’année 1786, par Pierre Lacour. De gauche à droite : Hugues Vignes, Jacques-Barthélémy Gramont, Jean Dutasta, Guillaume Louvrié et Pierre Loriague.

La chambre de commerce de Bordeaux est fondée en 1705. C'est la troisième fondée en France, après Rouen (1703), Toulouse (1704)  et avant Lille (1714). Elle est créée dans le but de donner plus de moyens au roi de développer de manière sûre le négoce bordelais, que troublent régulièrement les marines hollandaise et britannique.
En 1749, la chambre de commerce et la juridiction consulaire, s'installent dans le palais de la Bourse, sur la place Royale (aujourd'hui place de la Bourse).
Durant la Révolution et l'Empire, au lieu de décroître, le commerce se développe, probablement à cause de la contrebande qui se développe pour contourner le blocus continental : « Le commerce par terre a été infiniment plus étendu en l'an XI [1803] qu'en 1789 ».
Au XIXe siècle, la chambre de commerce investit activement dans de grands travaux : ainsi, en 1822, elle emprunte huit cent mille francs pour financer la construction d'un entrepôt pour les denrées coloniales.
En 1873, la CCI fonde l'École supérieure de commerce de Bordeaux ; en 1908, elle s'implique dans le développement du port ; en 1936, elle devient gestionnaire de l'aéroport.
En 2013, une  proposition est formulée dans le rapport remis par Jean-Jack Queyranne au gouvernement Ayrault : ne plus verser la totalité du produit de la taxe additionnelle à la CFE et de la cotisation sur la valeur ajoutée aux CCI. Pierre Goguet, président de la CCI, estime que sur les 62 millions d'euros de chiffre d'affaires de celle-ci, dont 18 millions proviennent de transferts de taxes de l'État, c'est un manque à gagner de quatre millions d'euros pour la chambre bordelaise.
En 2016, la CCI de Bordeaux devient CCI Bordeaux Gironde par fusion avec la CCI de Libourne (décret du 10 février 2016 paru sur Legifrance :). Par arrêté du 16 mars 2016, la délégation de Libourne est créée dont les limites administratives couvrent l'arrondissement de Libourne.

### Liste des présidents
- 1805-1806 : Charles Brunaud
- 1806-1809 : Jacques Barthélémy Gramont de Castéra
- 1809-1810 : Charles Brunaud
- 1810-1811 : Jean-Élie Gautier ainé
- 1811 : Pierre-Barthélémy Portal d'Albarèdes
- 1811-1812 : Emery
- 1812-1815 : Jean-Valère Cabarrus
- 1815-1816 : Jacques-Antoine Verdelhan des Fourniels
- 1816-1817 : Jean-Étienne Balguerie junior
- 1818-1819 : baron André-Didier de Béchade
- 1825-1826 : Jean-Étienne Balguerie junior
- 1829-1830 : Joseph-Thomas Brun
- 1830-1831 : Pierre Baour
- 1831-1832 : Jean-Élie Gautier
- 1832 : Paul Portal
- 1832-1833 : Jean-Élie Gautier
- 1833-1835 : Pierre Baour
- 1835-1836 : Jacques-Henri Wustenberg
- 1836-1837 : Jean-Isaac Balguerie
- 1846-1860 : Lodi-Martin Duffour-Dubergier
- 1867-1872 : Joseph Blanchy
- 1872-1885 : Lucien Faure
- 1885-1890 : Hubert Prom
- 1899-1902 : Gabriel Faure
- 1903-1908 : Hubert Besse
- 1909-1910 : Pascal Buhan
- 1911-1914 : Daniel Guestier
- 1920-1925 : Étienne Huyard
- 1925-1929 : Georges Barrès
- 1929-1933 : Édouard Faure
- 1934-1938 : Paul Desse
- 1944-1945 : René Magne
- 1946-1949 : Roger Touton
- 1950-1955 : Pierre Desse
- 1958-1964 : Yves Glotin
- 1980-1983 : Jean Touton
- 1983-1986 : Bernard Hanquiez
- 1986-1988 : Guy Dedieu
- 1989-1991 : Jack Nègre
- 1992-1994 : Paul Glotin
- 1995-2000 : Bertrand de Bentzmann
- 2001-2004 : Laurent Courbu
- 2004-2010 : Laurent Courbu
- 2011-2015 : Pierre Goguet
- 2016-2017 : Pierre Goguet
- 2017- 2021: Patrick Seguin
- 2022- 2026 : Patrick Seguin

## Grandes missions

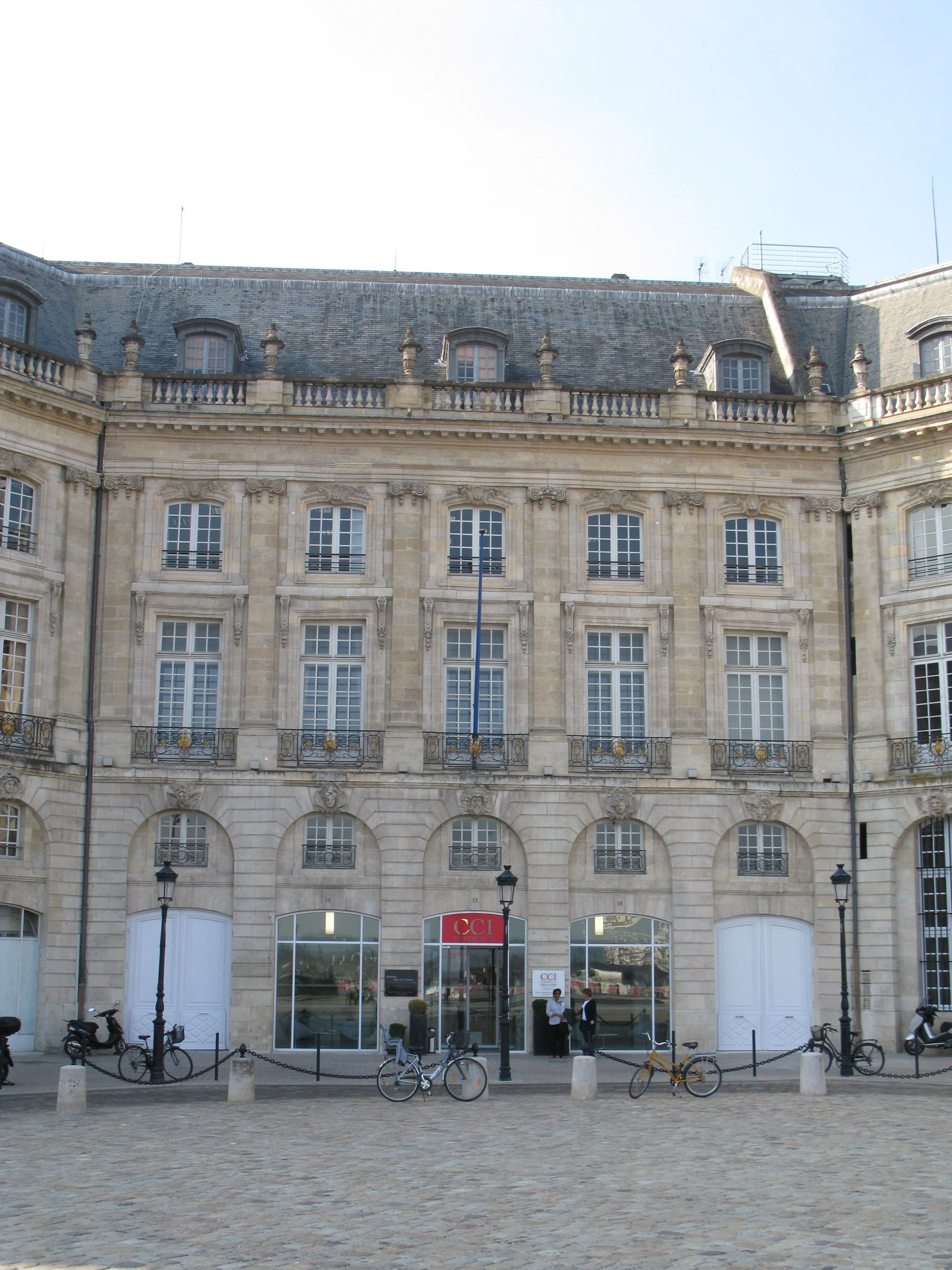
Siège de la Chambre de Commerce et d'Industrie de Bordeaux Gironde à la Place de la Bourse.

- Favoriser la compétitivité et la performance
- Proposer une offre de formations adaptées aux besoins des entreprises
- Faire entendre la voix des entreprises
- Contribuer au développement économique local et régional

## Gestion d'équipements
- Aéroport de Bordeaux - Mérignac. Depuis mai 2007, l'aéroport est géré par la Société Aéroportuaire de Bordeaux-Mérignac détenu à 25 % par la CCI.
- Aire de repos de Cestas.
- Palais de la Bourse Bordeaux. La CCI Bordeaux de Gironde met à disposition des entreprises et des acteurs économiques une infrastructure d’accueil d’événements unique dans un environnement culturel et historique prestigieux, en plein cœur de Bordeaux.

## Organismes de formation
- Kedge Business School née en juillet 2013 de la fusion de BEM - Bordeaux Management School (ex ESC Bordeaux ) et de Euromed Management (ex ESC Marseille)

## Gestion de salons professionnels
Vinexposium, créé en 2020 par Comexposium et Vinexpo Holding (propriété de la CCI Bordeaux-Gironde), est organisateur mondial d’événements professionnels dédiés aux vins et spiritueux

## Pour approfondir